# Mendocino (Intel)

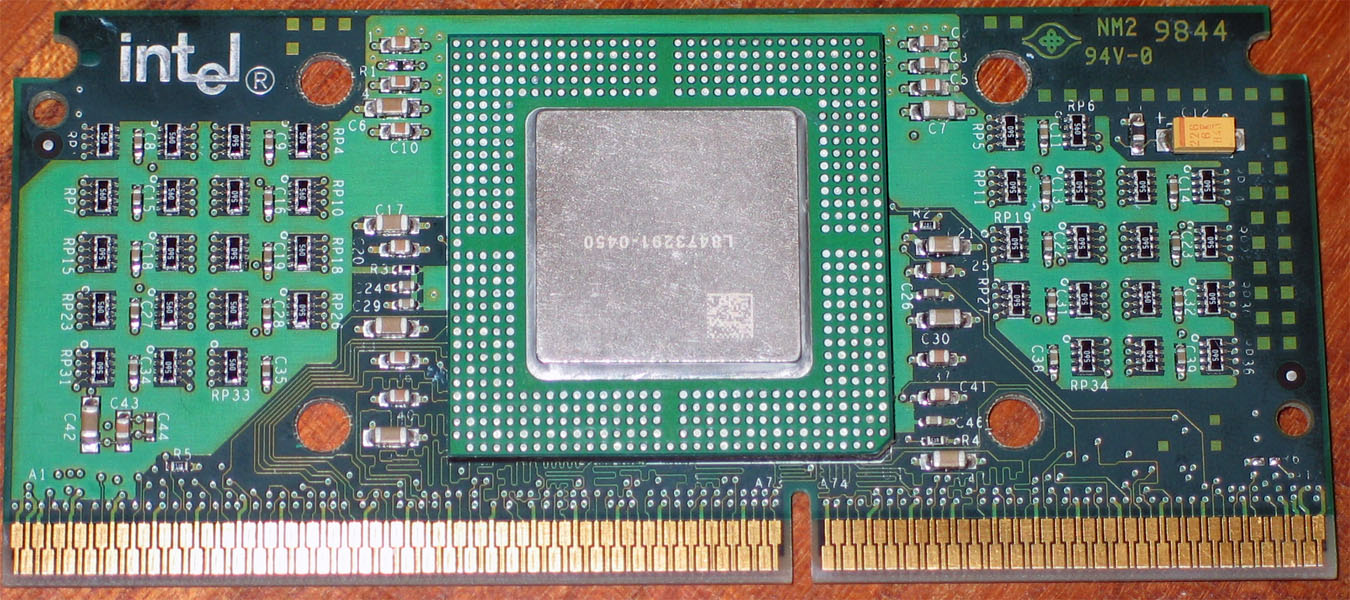
Un Celeron 300A, ovvero il primo Celeron con core Mendocino

Il Celeron 300A e 333, meglio noti con il nome in codice di Mendocino, sono microprocessori messi in commercio da Intel alla fine del mese di agosto 1998, a seguito dell'insuccesso commerciale della prima CPU Celeron, basata su core Covington (che era privo di cache L2). 

## Caratteristiche tecniche

### Processo produttivo
Il core Mendocino era in sostanza una versione ridotta del core Deschutes alla base della seconda generazione dei processori Pentium II. "Ridotta" in quanto Mendocino implementava solo 128 KB di cache L2, invece dei 512 KB inseriti in Deschutes. Vi era però una differenza sostanziale, nelle 2 cache oltre alla diversa dimensione. In Mendocino essa era inserita direttamente "on die" (e non sulla SECC), ovvero era interna al core della CPU e funzionava alla stessa frequenza di clock del processore (nei Pentium II invece, essendo esterna, essa funzionava alla metà della frequenza della CPU). La cache L1 invece era rimasta sempre di 32 KB.

### Tecnologie implementate
Derivando dal core Deschutes, Mendocino vantava le stesse tecnologie implementate, vale a dire solo il supporto alle istruzioni MMX.

## Il primo vero Celeron
Le prestazioni di questa CPU erano pressoché equivalenti a quelle di un Pentium II di pari clock, infatti la ridotta dotazione di cache veniva compensata dal raddoppio della frequenza di funzionamento grazie all'implementazione "on die". Con un totale di 19,2 milioni di transistor su un singolo chip, Mendocino si rivelò ben difficoltoso e costoso da produrre, ma Intel gestì in maniera perfetta questo ambizioso progetto.
Come detto prima, il primo modello di Celeron basato su questo core era cloccato a 300 modesti MHz, ma era veloce quasi il doppio, a parità di clock, rispetto al Covington. Per distinguerlo dal precedente modello, Intel lo chiamò 300A. Nonostante gli altri Celeron Mendocino non avessero la "A" nella sigla, alcuni si riferiscono col nome Celeron-A a tutti gli appartenenti a questa categoria.

### Le innovazioni/rivoluzioni del nuovo Celeron
Questo microprocessore fu inoltre la prima CPU commercializzata in grandi numeri ad utilizzare della cache L2 integrata sul chip: questa è difficile da produrre (soprattutto la secondaria, che deve essere di dimensioni maggiori della L1 per ottenere buone prestazioni), ma offre grandi benefici in quanto è molto più veloce rispetto a quanto sarebbe se montata su un chip individuale. Allora le CPU usavano in genere cache L2 installata sulla scheda madre o su uno slot, facile da produrre, economica, e facile da scalare ad ogni grandezza, che variava tra 512 KB e 1 MB; la velocità tra 66 MHz e 100 MHz.
Il Pentium II aveva una cache L2 piuttosto veloce montata su un supporto speciale accanto al processore stesso, la SECC. Questa schedina aggiuntiva, su cui veniva saldata la CPU vera e propria e il cui compito era anche quello di interfacciare il processore con la motherboard, era comunque costosa e imponeva limiti pratici alla grandezza della cache per contenere in parte i costi, ma consentiva maggiori velocità. La capacità tipica di tale cache era di 512 KB, e la velocità era la metà di quella del processore. Mendocino disponeva invece di soli 128 KB, ma funzionanti a piena velocità (generalmente 300 MHz).
La maggiore velocità non faceva assolutamente rimpiangere la minore capacità, e il Celeron fu un successo, soprattutto tra gli esperti. Fu presto scoperto che con l'overclock di un Celeron 300A su una scheda madre di fascia alta lo si poteva portare fino a 450 MHz, semplicemente aumentando la velocità del BUS dai 66 MHz predefiniti ai 100 MHz, che altrimenti erano appannaggio solo della seconda generazione di Pentium II. A questa velocità Mendocino poteva competere, come detto anche prima, con i processori più veloci sul mercato.
Via via, furono messi in commercio nuovi Celeron a 333 MHz, 366 MHz, 400 MHz, 433 MHz, 466 MHz, 500 MHz, e 533 MHz. Possedevano tutti un FSB a 66 MHz, che non era un grosso problema con i 300 MHz, ma lo divenne con l'aumentare della velocità, e i Mendocino dai 433 MHz in su erano più decenti che buoni dato che a queste frequenze la ridotta velocità del BUS diventava un "collo di bottiglia". Successivamente furono prodotte anche versioni da 400 e 450 MHz con bus a 100 MHz.
Questo processore ebbe anche un derivato per i portatili, a velocità di 266 MHz, 300 MHz, 333 MHz, 366 MHz, 400 MHz, 433 MHz, e 466 MHz.

## Varianti di Socket
Mendocino aveva un nuovo involucro: i primi modelli erano costruiti per lo Slot 1 dei Pentium II, ma successivamente arrivarono anche le versioni per il Socket 370 PPGA. Le versioni su Slot 1, comunque era stato introdotto solo per includere la cache del Pentium II e aveva problemi di connessione con le schede madri. Data la natura a chip singolo dei Celeron, lo Slot 1 fu abbandonato con la produzione dei processori a 466 MHz. Alcune aziende producevano adattatori per inserire processori basati su socket in schede madri con attacco slot, detti slotket.
Di questo processore ne è stata progettata anche una versione per un altro tipo di socket; tale socket era compatibile meccanicamente, ma non elettricamente, con il Socket 7 delle CPU Pentium MMX, AMD K6 e AMD K6-2, pertanto necessitava comunque la progettazione e produzione di nuove schede madri. All'inizio non era chiaro se questo tipo di soluzione sarebbe stata utilizzata veramente da Intel, infatti tutto dipendeva dal successo o meno di AMD con la CPU AMD K6-III (pensata per motherboard Socket 7).

## Modelli arrivati sul mercato
La tabella seguente mostra i modelli di Celeron, basati su core Mendocino, arrivati sul mercato. Molti di questi condividono caratteristiche comuni pur essendo basati su diversi core; per questo motivo, allo scopo di rendere maggiormente evidente tali affinità e "alleggerire" la visualizzazione alcune colonne mostrano un valore comune a più righe. Di seguito anche una legenda dei termini (alcuni abbreviati) usati per l'intestazione delle colonne:
- Nome Commerciale: si intende il nome con cui è stato immesso in commercio quel particolare esemplare.
- Data: si intende la data di immissione sul mercato di quel particolare esemplare.
- Socket: lo zoccolo della scheda madre in cui viene inserito il processore. In questo caso il numero rappresenta oltre al nome anche il numero dei pin di contatto.
- Clock: la frequenza di funzionamento del processore.
- Molt.: sta per "Moltiplicatore" ovvero il fattore di moltiplicazione per il quale bisogna moltiplicare la frequenza di bus per ottenere la frequenza del processore.
- Pr.Prod.: sta per "Processo produttivo" e indica tipicamente la dimensione dei gate dei transistor (180 nm, 130 nm, 90 nm).
- Voltag.: sta per "Voltaggio" e indica la tensione di alimentazione del processore.
- Watt: si intende il consumo massimo di quel particolare esemplare.
- Bus: frequenza del bus di sistema.
- Cache: dimensione delle cache di 1º e 2º livello.
- XD-bit: implementazione della tecnologia di sicurezza che evita l'esecuzione di codice malevolo sul computer.
- EM64T: implementazione della tecnologia a 64 bit di Intel.
- HT: sta per "Hyper-Threading" e indica l'implementazione della esclusiva tecnologia Intel che consente al sistema operativo di vedere 2 core logici.
- EIST: sta per "Enhanced SpeedStep Technology" ovvero la tecnologia di risparmio energetico sviluppata da Intel e inserita negli ultimi Pentium 4 Prescott serie 6xx per contenere il consumo massimo.
- VT: sta per "Vanderpool Technology", la tecnologia di virtualizzazione che rende possibile l'esecuzione simultanea di più sistemi operativi differenti contemporaneamente.

| Nome commerciale | Data        | Socket | Clock   | Molt. | Pr.prod.       | Voltag. | Watt | Bus    | Cache            | XD-bit | EM64T | HT | EIST | VT |
| ---------------- | ----------- | ------ | ------- | ----- | -------------- | ------- | ---- | ------ | ---------------- | ------ | ----- | -- | ---- | -- |
| Celeron 300A MHz | 24/ago/1998 | Slot 1 | 300 MHz | 4,5x  | 250 nm 19 mil. | 2 V     | 20 W | 66 MHz | L1=32KB L2=128KB | No     | No    | No | No   | No |
| Celeron 333 MHz  | 24/ago/1998 | Slot 1 | 333 MHz | 5x    | 250 nm 19 mil. | 2 V     | 20 W | 66 MHz | L1=32KB L2=128KB | No     | No    | No | No   | No |
| Celeron 366 MHz  | 4/gen/1999  | Slot 1 | 366 MHz | 5,5x  | 250 nm 19 mil. | 2 V     | 20 W | 66 MHz | L1=32KB L2=128KB | No     | No    | No | No   | No |
| Celeron 400 MHz  | 4/gen/1999  | Slot 1 | 400 MHz | 6x    | 250 nm 19 mil. | 2 V     | 20 W | 66 MHz | L1=32KB L2=128KB | No     | No    | No | No   | No |
| Celeron 433 MHz  | 22/mar/1999 | Slot 1 | 433 MHz | 6,5x  | 250 nm 19 mil. | 2 V     | 20 W | 66 MHz | L1=32KB L2=128KB | No     | No    | No | No   | No |
| Celeron 300 MHz  | 24/ago/1998 | 370    | 300 MHz | 4,5x  | 250 nm 19 mil. | 2 V     | 24 W | 66 MHz | L1=32KB L2=128KB | No     | No    | No | No   | No |
| Celeron 333 MHz  | 24/ago/1998 | 370    | 333 MHz | 5x    | 250 nm 19 mil. | 2 V     | 24 W | 66 MHz | L1=32KB L2=128KB | No     | No    | No | No   | No |
| Celeron 366 MHz  | 4/gen/1999  | 370    | 366 MHz | 5,5x  | 250 nm 19 mil. | 2 V     | 24 W | 66 MHz | L1=32KB L2=128KB | No     | No    | No | No   | No |
| Celeron 400 MHz  | 4/gen/1999  | 370    | 400 MHz | 6x    | 250 nm 19 mil. | 2 V     | 24 W | 66 MHz | L1=32KB L2=128KB | No     | No    | No | No   | No |
| Celeron 433 MHz  | 22/mar/1999 | 370    | 433 MHz | 6,5x  | 250 nm 19 mil. | 2 V     | 24 W | 66 MHz | L1=32KB L2=128KB | No     | No    | No | No   | No |
| Celeron 466 MHz  | 26/apr/1999 | 370    | 466 MHz | 7x    | 250 nm 19 mil. | 2 V     | 24 W | 66 MHz | L1=32KB L2=128KB | No     | No    | No | No   | No |
| Celeron 500 MHz  | 2/ago/1999  | 370    | 500 MHz | 7,5x  | 250 nm 19 mil. | 2 V     | 24 W | 66 MHz | L1=32KB L2=128KB | No     | No    | No | No   | No |
| Celeron 533 MHz  | 4/gen/2000  | 370    | 533 MHz | 8x    | 250 nm 19 mil. | 2 V     | 24 W | 66 MHz | L1=32KB L2=128KB | No     | No    | No | No   | No |

Nota: la tabella soprastante è un estratto di quella completa contenuta nella pagina del Celeron.